# Walkman

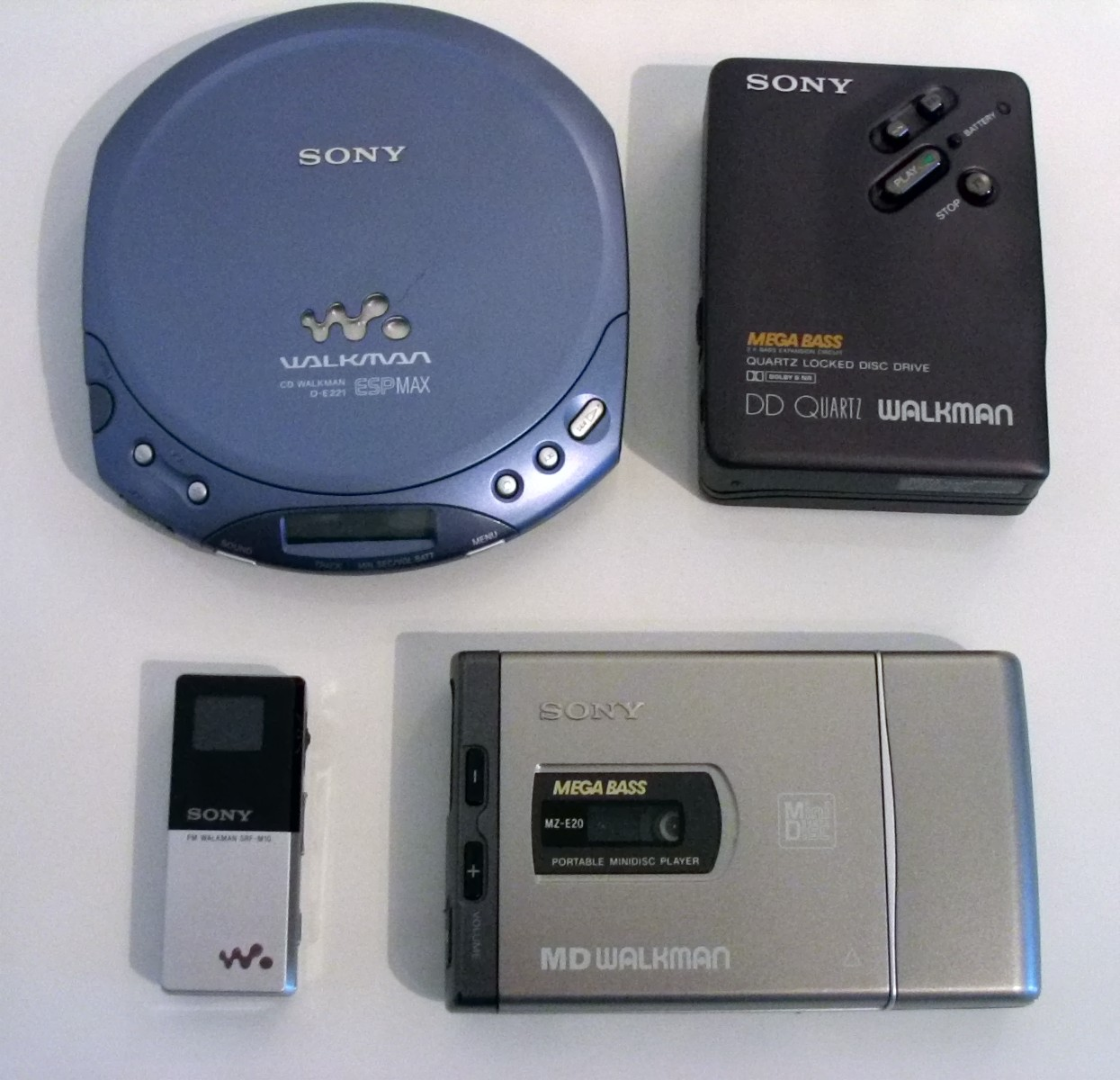
Alcuni prodotti della linea Walkman

Il walkman è un lettore di musicassette creato da Akio Morita, Masaru Ibuka e Kozo Ōhsone, e prodotto dalla Sony dal 1979 al 2010. La parola è anche un marchio; il primo esemplare è stato venduto il 1º luglio 1979

## Storia

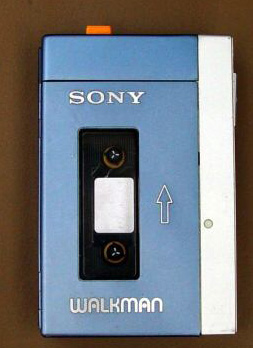
^{Il walkman TPS-L2}

Il primo modello prodotto da Sony è stato il modello TPS-L2, di colore blu-argento, esattamente quello nella foto, in vendita in Giappone dal 1º luglio 1979. Nel Regno Unito il prodotto è stato lanciato in un locale di Londra, il Regines, con il nome di Sony Stowaway, nel mese di maggio del 1980. Negli Stati Uniti il prodotto è stato venduto, per un breve periodo di tempo, sotto il nome di Sony Soundabout, per poi passare velocemente al marchio Walkman. Il TPS-L2 della Sony aveva un prezzo lancio di 200 dollari. Il primo Walkman era basato sul Pressman, un registratore portatile dedicato al mondo del business. Pur mantenendo un aspetto simile, però, il Walkman sostituì la capacità di registrare con una capacità di riproduzione stereo e la possibilità di collegare due paia di cuffie (anche se nella confezione ne era incluso solo uno). Al posto del tasto di registrazione del Pressman, il Walkman possedeva un tasto "hotline", che consentiva a due ipotetici utenti, che stavano usando due paia di cuffie, di parlare l'uno con l'altro, attraverso un piccolo microfono incorporato. Nel modello di walkman successivo la doppia uscita audio e la funzione hotline non furono più implementate. In seguito sviluppati altri tipi di Walkman con capacità di registrare più articolate, come ad esempio l modello WM-D6C della Sony, con una qualità audio comparabile a quella dei lettori da tavolo. Questo modello aveva delle piccole leve per il controllo manuale dei livelli di registrazione. Date le sue possibilità di registrazione avanzata, era preferito dai giornalisti e dagli amanti dei sistemi hi-fi.
A metà degli anni ottanta, la Sony produsse Walkman a prezzi bassissimi (togliendo tutto quello che non era necessario senza pregiudicare la qualità), come il WM-22, che avevano una buona qualità audio e segnarono una nuova icona del mondo giovanile: il Walkman. Infatti, all'epoca l'idea di potersi portare tutta la propria musica preferita in giro con sé era davvero all'avanguardia.
Verso la fine degli anni novanta si registrò una forte flessione delle vendite, a favore soprattutto dei lettori CD portatili, e poi dei lettori MP3, la diffusione poi si ridusse gradualmente a partire dagli anni 2000 con la diffusione dei CD; il 22 ottobre 2010 la Sony ha annunciato il termine della produzione e distribuzione del dispositivo, sebbene alcune imprese continuino a produrre versioni dotate di porte USB per il collegamento a PC.

## Prodotti associati al marchio

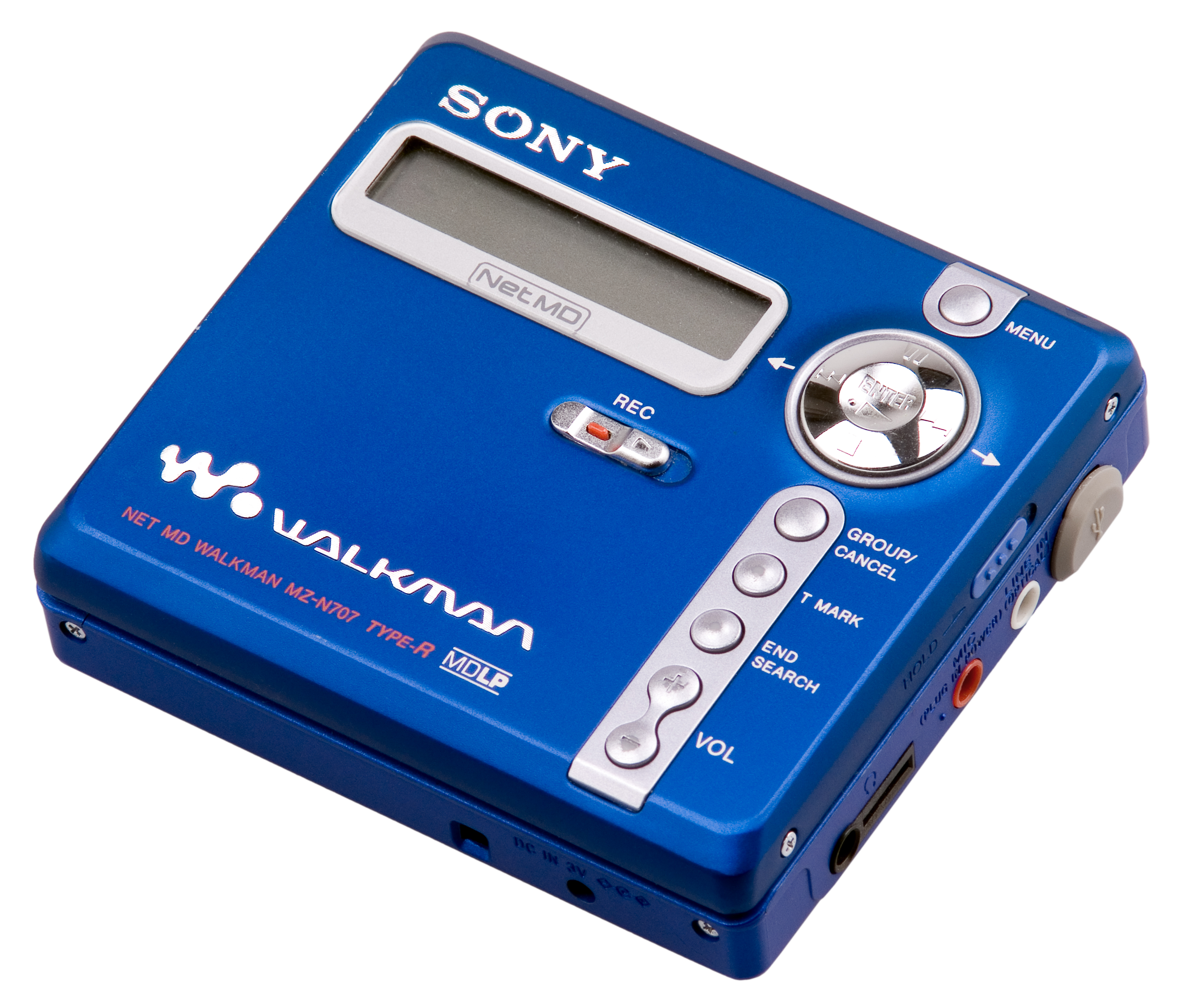
Un lettore di MiniDisc marchiato Walkman

Inizialmente Sony ha attribuito il marchio Walkman ai suoi lettori di MiniDisc, un formato a cui l'azienda ha creduto molto. Nonostante le potenzialità del nuovo supporto, Sony si concentrò eccessivamente sul formato ATRAC, perdendo di vista le potenzialità del formato MP3.
Così, tentando inutilmente di promuovere sul mercato i suoi nuovi Walkman per minidisc, l'azienda lasciò campo aperto ai suoi concorrenti, prima fra tutte Apple, sugli altri canali della musica portatile. La grande diffusione dei lettori di mp3, primo fra tutti l'iPod, ha evidenziato l'errore strategico di Sony che, di fatto, ha perso il primato nel settore.
Nel 2004 si passa ai modelli di Walkman muniti di disco interno ed in grado di leggere gli mp3, un'evidente inversione di rotta dell'azienda che non fa altro che evidenziare gli errori della strategia precedente. Nel 2005 nasce la linea Network Walkman, veri e propri lettori mp3 con radio incorporata e design accattivante. Nello stesso anno, sotto marchio Sony-Ericsson viene prodotto il primo cellulare Walkman, un telefonino con capacità di riproduzione musicale particolarmente avanzate.

## Le controversie legali
Poco dopo l'inizio della produzione un inventore tedesco, Andreas Pavel, nel 1980 ha rivendicato di essere il vero inventore, dato che due anni prima avrebbe creato un oggetto molto simile, chiamandolo stereobelt. Dopo svariate vicende legali nel 1999 Sony e Pavel hanno raggiunto un accordo extragiudiziale del valore di diversi milioni di euro.

## Galleria d'immagini

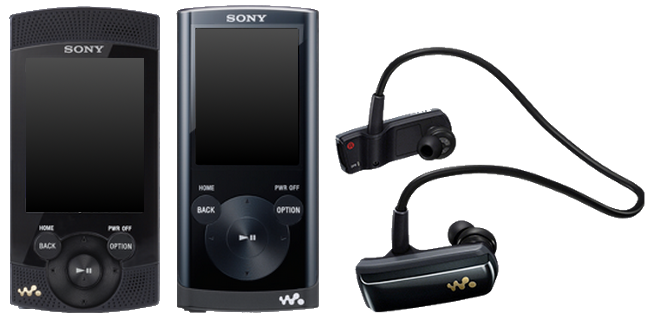
Walkman con cuffie
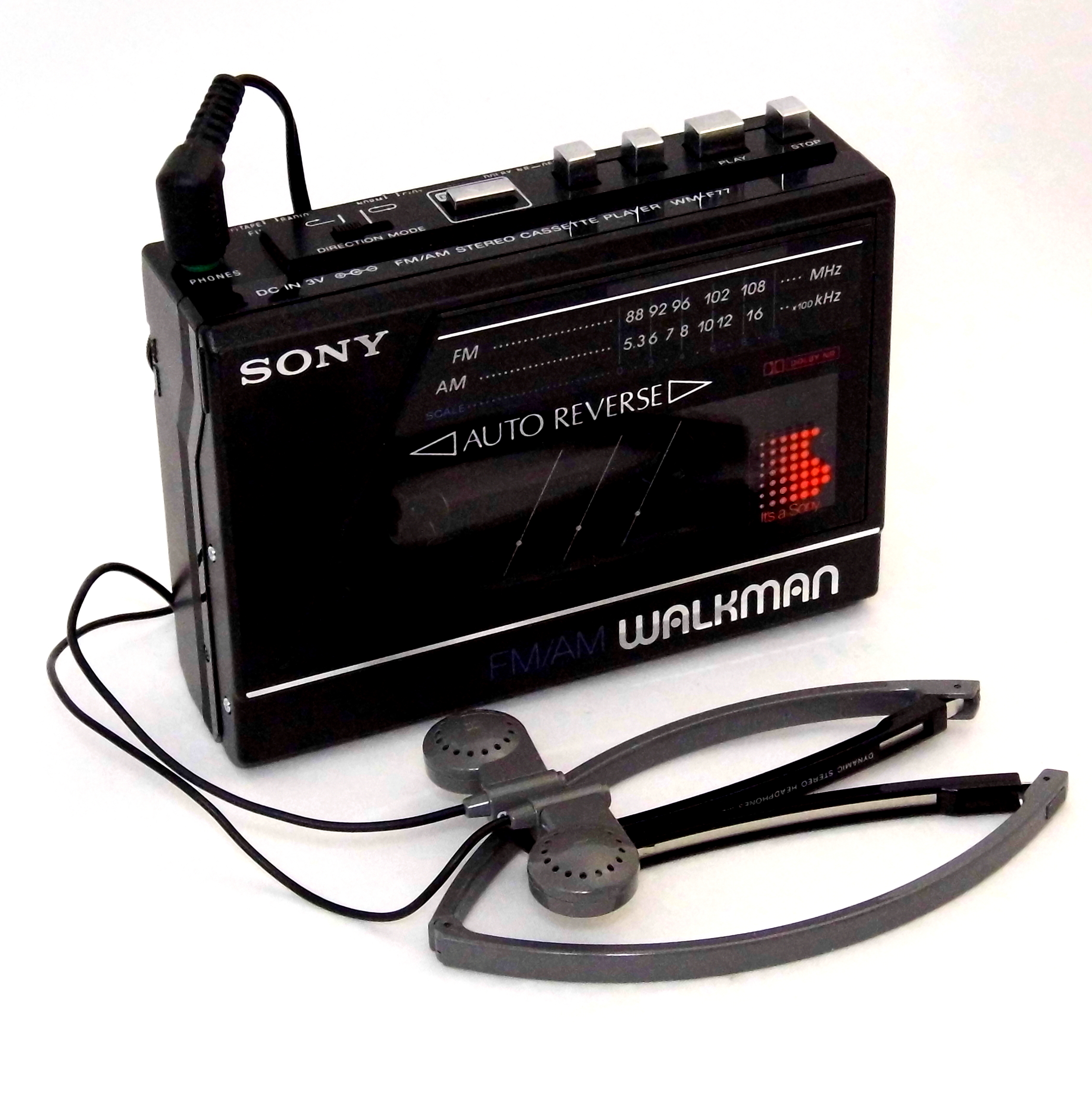
Modello WM-F77 del 1986
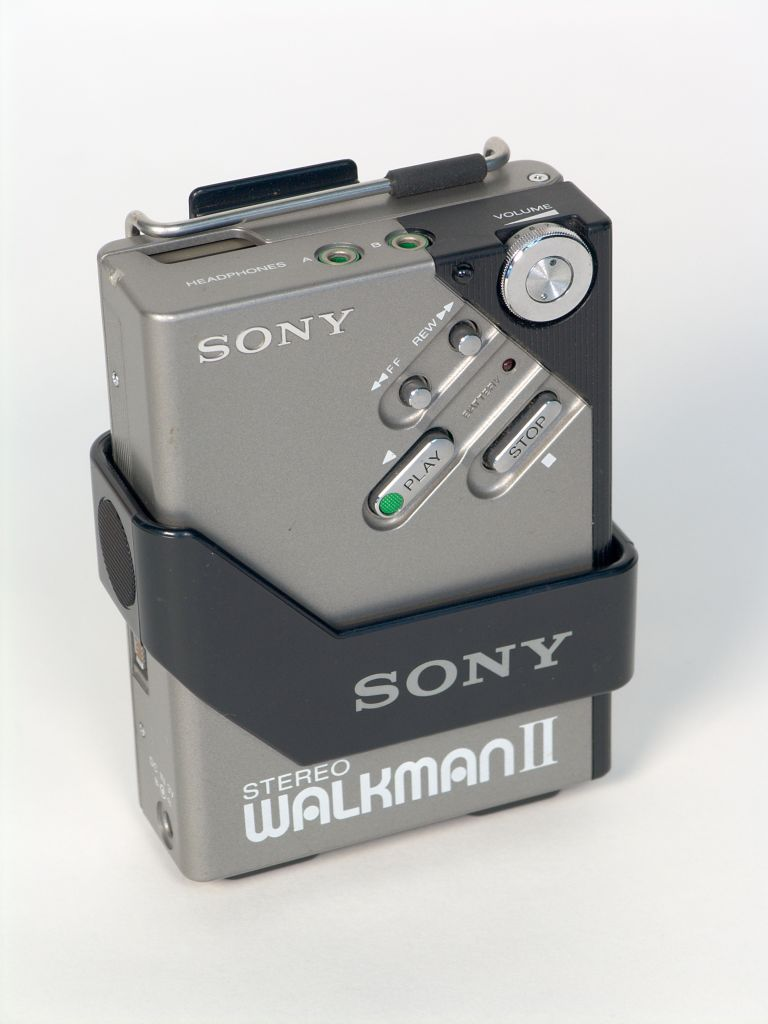
Walkman II
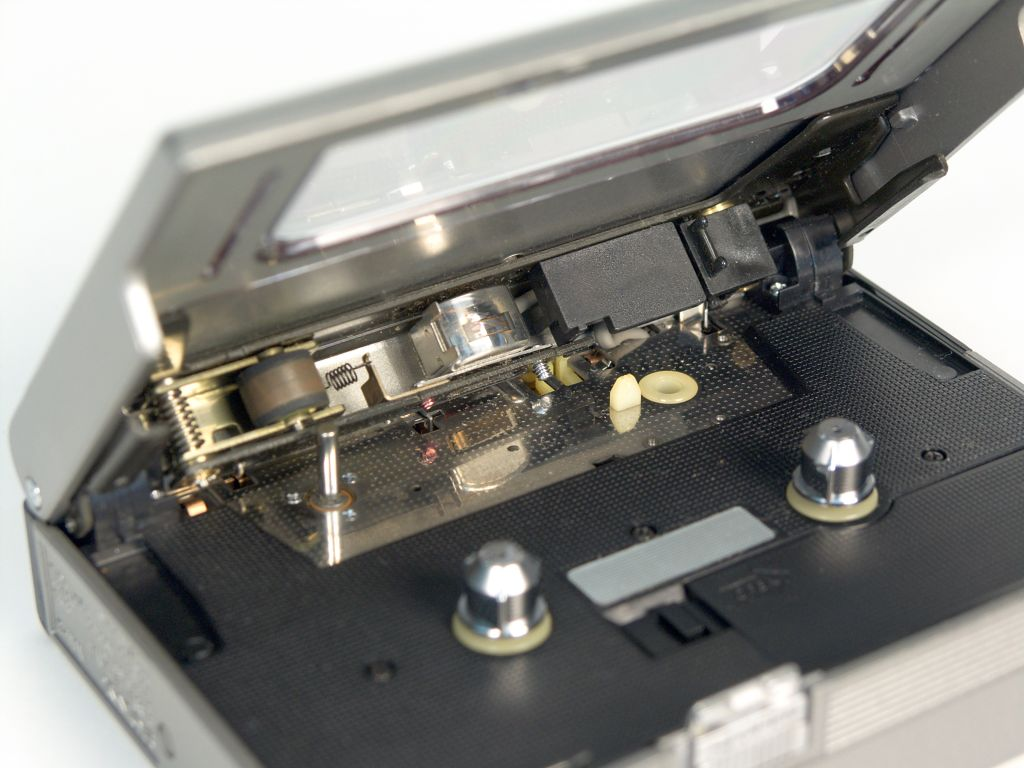
L'interno di un Sony Walkman II